# Davide Giugliano
Davide Giugliano (Roma, Italia, 28 de octubre de 1989) es un piloto profesional de motociclismo que actualmente corre en el Campeonato Británico de Superbikes a bordo de una BMW S1000RR.

## Trayectoria
En 2005 hizo su debut en Superstock 600 y en 2007 se trasladó al Campeonato Mundial de Supersport montando una Kawasaki ZX-6R. De 2008 a 2011 compitió en la Copa FIM Superstock 1000, ganando el campeonato en la temporada 2011 con la Ducati 1098R. A partir de 2012 hasta 2016 fue piloto habitual en el Campeonato Mundial de Superbikes.
Para la temporada 2017, está listo para montar para el equipo Tyco BMW en el Campeonato Británico de Superbikes.

## Resultados

### Campeonato Mundial de Supersport

#### Por temporada
| Temp. | Cat. | Moto     | Equipo                   | Carreras | Victorias | Podios | Poles | V.Rap. | Pts. | Pos. |
| ----- | ---- | -------- | ------------------------ | -------- | --------- | ------ | ----- | ------ | ---- | ---- |
| 2007  | SSP  | Kawasaki | Lightspeed Kawasaki Supp | 8        | 0         | 0      | 0     | 0      | 21   | 27.º |
| Total |      |          |                          | 8        | 0         | 0      | 0     | 0      | 21   |      |

#### Carreras por año
(Carreras en negrita indica pole position, carreras en cursiva indica vuelta rápida)
| Año  | Moto     | 1      | 2       | 3     | 4      | 5     | 6       | 7       | 8       | 9      | 10  | 11  | 12  | 13  | Pos. | Pts. |
| ---- | -------- | ------ | ------- | ----- | ------ | ----- | ------- | ------- | ------- | ------ | --- | --- | --- | --- | ---- | ---- |
| 2007 | Kawasaki | QAT 20 | AUS Ret | EUR 6 | SPA 12 | NED 9 | ITA DNS | GBR Ret | SMR Ret | CZE 20 | GBR | GER | ITA | FRA | 27.º | 21   |

### Campeonato Mundial de Superbikes

#### Por temporada
| Temp. | Moto                   | Equipo                          | Carreras | Victorias | Podios | Poles | V.Ráp. | Pts. | Pos. | CM |
| ----- | ---------------------- | ------------------------------- | -------- | --------- | ------ | ----- | ------ | ---- | ---- | -- |
| 2011  | Ducati 1098R           | Althea Racing                   | 2        | 0         | 0      | 0     | 0      | 4    | 28.º | –  |
| 2012  | Ducati 1098R           | Althea Racing                   | 27       | 0         | 2      | 0     | 1      | 143  | 10.º |    |
| 2013  | Aprilia RSV4 Factory   | Althea Racing                   | 27       | 0         | 2      | 1     | 1      | 211  | 6.º  | –  |
| 2014  | Ducati 1199 Panigale R | Ducati Superbike Team           | 24       | 0         | 2      | 2     | 3      | 181  | 8.º  | –  |
| 2015  | Ducati 1199 Panigale R | Aruba.it Racing–Ducati SBK Team | 10       | 0         | 3      | 2     | 1      | 119  | 11.º | –  |
| 2016  | Ducati 1199 Panigale R | Aruba.it Racing – Ducati        | 23       | 0         | 5      | 0     | 2      | 197  | 7.º  | –  |
| Total |                        |                                 | 133      | 0         | 14     | 5     | 8      | 855  |      |    |

#### Carreras por año
(Carreras en negrita indica pole position, carreras en cursiva indica vuelta rápida)
| Año  | Marca   | 1       | 1      | 2       | 2       | 3       | 3       | 4       | 4     | 5       | 5       | 6       | 6      | 7     | 7       | 8       | 8      | 9       | 9       | 10      | 10      | 11      | 11      | 12      | 12     | 13      | 13      | 14    | 14     | Pos. | Pts. |
| Año  | Marca   | R1      | R2     | R1      | R2      | R1      | R2      | R1      | R2    | R1      | R2      | R1      | R2     | R1    | R2      | R1      | R2     | R1      | R2      | R1      | R2      | R1      | R2      | R1      | R2     | R1      | R2      | R1    | R2     | Pos. | Pts. |
| ---- | ------- | ------- | ------ | ------- | ------- | ------- | ------- | ------- | ----- | ------- | ------- | ------- | ------ | ----- | ------- | ------- | ------ | ------- | ------- | ------- | ------- | ------- | ------- | ------- | ------ | ------- | ------- | ----- | ------ | ---- | ---- |
| 2011 | Ducati  | AUS     | AUS    | EUR     | EUR     | NED     | NED     | ITA     | ITA   | USA     | USA     | SMR     | SMR    | SPA   | SPA     | CZE     | CZE    | GBR     | GBR     | GER     | GER     | ITA     | ITA     | FRA     | FRA    | POR 16  | POR 12  |       |        | 28.º | 4    |
| 2012 | Ducati  | AUS 9   | AUS 13 | ITA Ret | ITA Ret | NED 2   | NED 9   | ITA C   | ITA 8 | EUR 7   | EUR Ret | USA 11  | USA 7  | SMR 3 | SMR Ret | SPA 8   | SPA 10 | CZE Ret | CZE 11  | GBR 9   | GBR Ret | RUS Ret | RUS 6   | GER Ret | GER 7  | POR DNS | POR Ret | FRA 8 | FRA 6  | 10.º | 143  |
| 2013 | Aprilia | AUS Ret | AUS 6  | SPA Ret | SPA 4   | NED 6   | NED Ret | ITA 10  | ITA 6 | GBR 6   | GBR 4   | POR Ret | POR 9  | ITA 2 | ITA Ret | RUS Ret | RUS C  | GBR Ret | GBR 15  | GER 5   | GER 6   | TUR 5   | TUR 9   | USA 6   | USA 2  | FRA 4   | FRA 4   | SPA 6 | SPA 10 | 6.º  | 211  |
| 2014 | Ducati  | AUS 4   | AUS 4  | SPA 8   | SPA 7   | NED Ret | NED 3   | ITA Ret | ITA 6 | GBR Ret | GBR 4   | MAL 8   | MAL 10 | ITA 8 | ITA 9   | POR 7   | POR 2  | USA 4   | USA Ret | SPA Ret | SPA Ret | FRA 7   | FRA Ret | QAT 5   | QAT 8  |         |         |       |        | 8.º  | 181  |
| 2015 | Ducati  | AUS     | AUS    | THA     | THA     | SPA     | SPA     | NED     | NED   | ITA 3   | ITA 4   | GBR 17  | GBR 5  | POR 4 | POR 2   | ITA 4   | ITA 2  | USA 4   | USA Ret | MAL     | MAL     | SPA     | SPA     | FRA     | FRA    | QAT     | QAT     |       |        | 11.º | 119  |
| 2016 | Ducati  | AUS 4   | AUS 3  | THA 18  | THA 10  | SPA 5   | SPA 6   | NED Ret | NED 8 | ITA 5   | ITA 4   | MAL 6   | MAL 2  | GBR 2 | GBR 7   | ITA 14  | ITA 3  | USA Ret | USA 2   | GER 7   | GER Ret | FRA DNS | FRA DNS | SPA Ret | SPA 13 | QAT Ret | QAT DNS |       |        | 7.º  | 197  |